# Davit Dighmelashvili
Davit Dighmelashvili (in georgiano დავით დიღმელაშვილი?, traslitterato anche Davit o David Digmelashvili; Detroit, 18 gennaio 1980) è un ex calciatore statunitense naturalizzato georgiano, di ruolo centrocampista.

## Carriera

### Club
Ha giocato nella prima divisione turca con il Samsunspor, nella massima serie georgiana con WIT Georgia, Dinamo Tbilisi, Torpedo Kutaisi e Chikhura Sachkhere e nella massima serie israeliana con l'Hapoel Ra'anana.
Conta anche 16 presenze internazionali nelle competizioni europee per club.

### Nazionale
Ha giocato nelle nazionali giovanili georgiane Under-17 ed Under-21.

## Palmarès

### Club

#### Competizioni nazionali
- Campionato georgiano: 2

WIT Georgia: 2003-2004
Dinamo Tbilisi: 2007-2008
- Coppa di Georgia: 1

Dinamo Tbilisi: 2008-2009
- Supercoppa di Georgia: 1

Dinamo Tbilisi: 2008